# Union City (Georgia)
Union City è una città degli Stati Uniti d'America, situata nello Stato della Georgia e in particolare nella contea di Fulton.